# Glossostemon
Glossostemon é um género botânico pertencente à família Malvaceae.

## Espécies
- Glossostemon bruguieri Desf.